# Julie Delpy

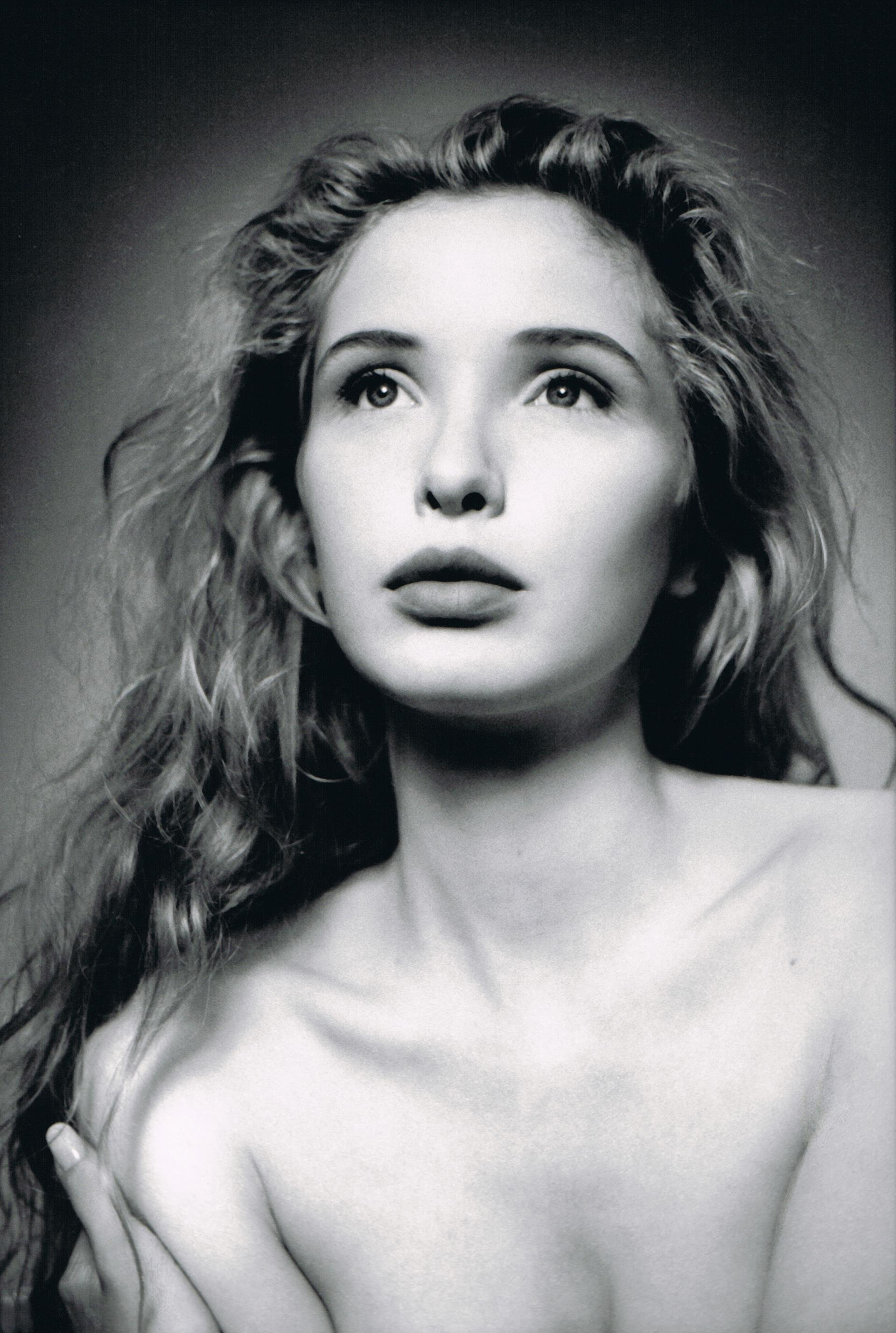
Julie Delpy 1991.

Julie Delpy, född 21 december 1969 i Paris, är en fransk-amerikansk skådespelare, manusförfattare, filmregissör, kompositör och sångare. 

## Liv och verk
Julie Delpy är dotter till teaterregissören Albert Delpy och skådespelaren Marie Pillet. 2001 blev hon amerikansk medborgare. Med den tyskfödde filmmusikkompositören Marc Streitenfeld har hon sonen Leo, född 2009. Senare har paret gått skilda vägar.

### Skådespelare
Delpy debuterade 1978 och har en lång rad filmroller bakom sig. Hon har filmat med Jean-Luc Godard och spelade rollen som Dominique i Den vita filmen (1994) av Krzysztof Kieślowski. Hennes mest kända rollfigur hittills är den som Céline i Richard Linklaters Bara en natt (1995) och i uppföljarna Bara en dag (2004) och Before Midnight (2013), i vilka hon även medverkat som manusförfattare tillsammans med motspelaren Ethan Hawke och regissören. Vid Oscarsgalan 2005 var de tre nominerade till en utmärkelse i kategorin bästa manus efter förlaga, tillsammans med manusförfattaren Kim Krizan. 2007 spelade Julie Delpy en biroll som älskarinna mot Richard Gere i Bluffen.

### Regissör
Delpy gjorde regidebut med kortfilmen Blah Blah Blah 1995. 2002 gjorde hon långfilmsdebut som regissör med filmen Looking for Jimmy, som hon även skrev och producerade. Därefter har hon skrivit, regisserat och spelat i sina egna romantiska komedier 2 dagar i Paris (2007), där hennes föräldrar medverkar tillsammans med Adam Goldberg, och 2 dagar i New York (2012) med bland andra Chris Rock. I det historiska dramat The Countess (2009) svarade hon för såväl manus och regi som ledmusik till sin egen rolltolkning av grevinnan och seriemördaren Elisabet Báthory, med bland andra Daniel Brühl och William Hurt i övriga bärande roller. 2011 stod hon även för manus och regi till den franskspråkiga komedin Jag minns en sommar (Le Skylab), i vilken hon även spelade.
Hon har engagerat sig i frågan om filmvärldens få bra roller för kvinnor, något hon fått kritik för.

## Filmografi i urval
- 1990 – Europa Europa
- 1993 – De tre musketörerna (1993)
- 1994 – Killing Zoe
- 1994 – Den vita filmen
- 1995 – Bara en natt
- 1997 – En amerikansk varulv i Paris
- 1999 – The Passion of Ayn Rand (roll: Barbara Branden)
- 2001 – Waking life
- 2002 – Looking for Jimmy (även manus och regi)
- 2004 – Bara en dag (även manus)
- 2004 – Frankenstein (TV-serie)
- 2005 – Broken Flowers
- 2007 – Bluffen
- 2007 – 2 dagar i Paris (även manus och regi)
- 2008 – The Air I Breathe
- 2009 – The Countess (roll: Elisabet Báthory, även manus och regi)
- 2011 – Jag minns en sommar (även manus och regi)
- 2012 – 2 dagar i New York (även manus och regi)
- 2013 – Before Midnight (även manus)
- 2015 – Avengers: Age of Ultron
- 2016 – Wiener-Dog

## Utmärkelser
- Césarpriset, 1986 för Mauvais Sang[1]
- San Francisco Film Critics Circle (SFFCC Award 2004) i kategorin Best Actress för rollen som Céline i Bara en dag (2004).
- Empire Awards, UK (2005) i kategorin Best Actress för rollen som Céline i Bara en dag.